# Kathrin Frosch
Kathrin Frosch (* 1968 in Heidelberg) ist eine deutsche Bühnen- und Kostümbildnerin.

## Leben
Kathrin Frosch studierte Theaterdesign an der Slade Academie of Fine Art in London. Seit 1994 arbeitet sie freiberuflich als Künstlerin für Film, Fernsehen, Theater und Oper. Sie arbeitete unter anderem am Staatstheater Hannover, Staatstheater Stuttgart, Thalia Theater Hamburg, Konzerttheater Bern, am Maxim-Gorki-Theater Berlin, Deutschen Theater Berlin, Düsseldorfer Schauspielhaus, Staatsschauspiel Dresden, Schauspiel Leipzig, Schauspiel Köln, an der Oper Basel, an den Ruhrfestspielen, an der Cape Town Opera in Kapstadt und am Schauspiel Frankfurt. Regisseure, mit denen sie zusammenarbeitete, waren unter anderem Felicitas Brucker, Data Tavadse, Markus Bothe, Stephan Rottkamp, Konstanze Lauterbach, Andreas Kriegenburg, Karin Henkel, Christoph Schlingensief, Armin Petras, Sebastian Baumgarten, Nurkan Erpulat, Lars-Ole Walburg und Matthew Wild.
Von 2003 bis 2011 war sie bei den Berliner Festspielen für das visuelle Konzept des Theatertreffens verantwortlich. 2007 bis 2008 war sie zudem unter der Intendanz von Armin Petras am Maxim-Gorki-Theater Berlin als Leiterin der Ausstattungsabteilung tätig. Sie hatte Dozenturen und Workshops in Kooperation mit dem Goetheinstitut Santiago de Chile und den Berliner Festspielen / Theatertreffen.
Seit 2015 ist Frosch Gastdozentin an der Kunsthochschule Tooneelacademie in Maastricht.